# かぞくいろ RAILWAYS わたしたちの出発
『かぞくいろ RAILWAYS わたしたちの出発』（かぞくいろ レイルウェイズ わたしたちのしゅっぱつ）は、2018年11月23日に鹿児島県・熊本県で先行公開、11月30日に全国公開の日本映画。キャッチコピーは『もう一度つくれますか？いちど失くした家族。』、『忘れていた、あなたの家族への想いがあふれ出す。』。

## 概要
『RAILWAYS 49歳で電車の運転士になった男の物語』、『RAILWAYS 愛を伝えられない大人たちへ』に続く「RAILWAYS」シリーズ第3作で、前作より約7年ぶりに製作、公開された。前2作は男性の電車運転士を主人公にしていたが、本作は初めてディーゼルカーを運転する女性運転士を主人公に取り上げ、肥薩おれんじ鉄道を舞台に2018年1月から2月にかけて撮影が行われた。有村架純と國村隼がダブル主演を務める。
音楽は、同時期に鹿児島を舞台にした大河ドラマ『西郷どん』を担当していた富貴晴美が務めた。

## あらすじ
晶と夫の修平、そして修平の連れ子の駿也の3人家族は、東京で仲良く暮らしていた。しかし、ある日修平はくも膜下出血で突然死してしまう。残された2人はとある事情で東京を離れ、修平の故郷・鹿児島に向かい、まだ会ったことのない義父の節夫を訪ねる。節夫は国鉄、JR九州、肥薩おれんじ鉄道で長年運転士をしており、妻には先立たれ一人で暮らしていた。突然やって来た晶と駿也に戸惑いつつも受け入れ、血の繋がらない3人は新しい家族として一緒に暮らすことになる。そして職を探していた晶は、鉄道好きの駿也のために、修平の子供のころの夢だった鉄道の運転士になることを決意し、肥薩おれんじ鉄道の入社試験を受け合格する。しかし、トラブルが元で晶が運転手適正に悩んでいる時に転入した小学校に馴染めず精神的に不安定になっていた駿也から暴言を吐かれ、ショックと絶望感から東京に戻ってしまう。

## 登場人物
奥薗晶
演 - 有村架純
主人公。天涯孤独の身であったが、スーパーで修平に声をかけられたことがきっかけで知り合い、後に結婚。駿也の継母となる。
修平の急死で駿也をかかえ、藁をもつかむ気持ちで節夫のいる鹿児島へやってきた。その後、駿也に影響を受けて肥薩おれんじ鉄道の運転士を目指す。修平との間に子供を妊娠していたが流産した過去がある。
小説版では生い立ちも詳細に描かれており、埼玉県出身で父親は晶が生まれてすぐに蒸発し、母親からは幼少期から虐待やネグレクトを受けるなどして荒んだ生活をしていた。修平と初めて出会った時は風俗（ガールズバー）で働いていた。
奥薗節夫
演 - 國村隼
修平の父。国鉄時代から運転士をしており、かつては寝台列車の乗務も経験した。現在は肥薩おれんじ鉄道に勤務。修平の妻が亡くなった際のトラブルから修平とは疎遠になっており死亡したことすら知らなかったが、突然訪ねてきた晶と駿也を温かく迎えた。
勤務先では晶の面接を相羽とともに担当。
晶と駿也が衝突したときは二人を責めずに「俺が何とかするから、心配ない。」と慰めた。だが、「修平さえ生きていてくれれば」と思った。
佐々木ゆり
演 - 桜庭ななみ
駿也の通う小学校で担任教師をしている。晶とは同い年であり、お互いに良き相談相手となる。晶の助言で大きな決断をする。
奥薗駿也
演 - 歸山竜成
晶の継子で修平の長男。晶のことを「晶ちゃん」と呼ぶ。父の影響で鉄道好き、よく列車の絵を描く。
家族の前では明るいが根は人見知りで、修平の死を受け入れられずにいる。それゆえ、半成人式の際には晶と大喧嘩となった。
相羽雅樹
演 - 木下ほうか
肥薩おれんじ鉄道の社員で運輸部長。晶の面接を節夫とともに担当した。
楠木幸江
演 - 筒井真理子
節夫の妹、すなわち修平の伯母。晶、駿也のことを気にかけている。
水嶋徹
演 - 板尾創路
肥薩おれんじ鉄道の先輩運転士。
奥薗修平
演 - 青木崇高
晶の夫。父の影響で鉄道が好きだった。高校卒業後は上京して美大を経てイラストレーターとなる。先妻を駿也の出産直後に亡くし、後に晶と再婚して3人で暮らしていた。
性格は快活明朗だが、共同出資で起業する予定だった友人に騙され資産を失い、鹿児島に帰りたい本心を晶に一蹴されるなど内心では苦悩していた。その後も仕事に打ち込み、経済的にもゆとりが出てきそうな矢先にくも膜下出血を発症し、この世を去った。
このほか、舞台となった肥薩おれんじ鉄道の多数の社員や一般公募で選抜された沿線住民などが社員役や住民、生徒役などでエキストラ出演している。

## スタッフ
- 監督・脚本：吉田康弘
- 音楽：富貴晴美
- 主題歌：斉藤和義「カラー」（スピードスターレコーズ）
- エグゼクティブ・プロデューサー：阿部秀司
- プロデューサー：石田和義、秋吉朝子、櫛山慶、石田聡子
- ライン・プロデューサー：渡辺栄二
- 撮影：柴崎幸三
- 照明：上田なりゆき
- 美術：古積弘二
- 装飾：小林宙央
- 録音：白取貢
- 編集：村上雅樹
- サウンドエフェクト：北田雅也
- 特機：奥田悟
- 衣装：岡田敦之、牧亜矢美
- ヘア・メイク：宮内三千代
- スクリプター：赤澤環
- 助監督：甲斐聖太郎
- 制作担当：間口彰
- 特別協賛：出水酒造
- 協賛：鹿児島県阿久根市、映画「かぞくいろ」制作を応援する会
- 撮影協力：肥薩おれんじ鉄道、九州旅客鉄道
- 配給：松竹
- 制作プロダクション：ROBOT
- 企画：阿部秀司事務所、ROBOT
- 製作：「かぞくいろ」製作委員会（松竹、日本テレビ放送網、木下グループ、ジェイアール東日本企画、ROBOT、小学館、JR九州エージェンシー、読売テレビ放送、阿部秀司事務所、鹿児島読売テレビ、福岡放送、GYAO、熊本県民テレビ）

## タイアップ
肥薩おれんじ鉄道
2018年10月26日から2019年8月19日まで、本作のラッピング車両（HSOR-100形の103A）を運行した。この車両は実際に映画撮影に使用された車両であった。線内主要駅では同年12月15日から2019年2月28日まで、フリー乗車券「『かぞくいろ』きっぷ」が発売された。

## 関連商品
- 『かぞくいろ ―RAILWAYS わたしたちの出発―』DVD 特別版（完全数量限定生産）、松竹ストア、2019年7月3日発売、DASH-0034[7]
- 『かぞくいろ ―RAILWAYS わたしたちの出発―』Blu-ray 特別版（完全数量限定生産）、松竹ストア、2019年7月3日発売、SHBR-0530[8]
- 『かぞくいろ –RAILWAYS わたしたちの出発-』オリジナル・サウンドトラック、松竹音楽出版、2018年11月21日発売、SOST-1033
- 大石直紀（著）・吉田康弘（脚本）『かぞくいろ -RAILWAYS わたしたちの出発-』、小学館文庫、2018年10月15日発売、ISBN 9784094065671
映画脚本を原案にオリジナルストーリーを追加した小説版。
- 高橋遠州（原作）・永松潔（作画）『テツぼん』第23巻、ビッグコミックススペシャル、2018年11月30日発売、ISBN 9784098601783　第24巻、ビッグコミックススペシャル、2019年6月28日発売、ISBN 9784098603480
漫画『テツぼん』と『かぞくいろ -RAILWAYS わたしたちの出発-』のコラボレーション回が収録されている。